# Черношварц, Эдуард Борисович
Эдуард Борисович Черношварц (18 августа 1907, Санкт-Петербург — 10 мая 1997) — заслуженный мастер спорта СССР по велоспорту (1946),заслуженный тренер РСФСР изобретатель, инженер.

## Достижения
Трёхкратный чемпион СССР. Пятнадцатикратный чемпион Ленинграда по трековому велоспорту в спринте.
Долгое время работал в Ленинградском филиале Государственного института по проектированию предприятий резиновой промышленности. Имеет несколько патентов.
С 1991 года проживал в США. Скончался в 1997 году.

## Награды
- Медаль «За трудовую доблесть» (27.04.1957) — «за успехи, достигнутые в деле развития массового физкультурного движения в стране, повышения мастерства советских спортсменов, и успешное выступление на международных соревнованиях»[1]